# 莱西根
莱西根（德語：Leissigen，德語發音：[ˈlaɪ̯sɪɡn̩]）是瑞士伯恩州的一个市镇。该市镇总面积为10.36平方千米，截至2018年12月31日总人口为1,123人。